# 訃報 1992年2月
訃報 1992年2月（ふほう 1992ねん2がつ）では、1992年（平成4年）2月中に物故した、又は物故が報じられた人物についてまとめる。

## （1日 - 15日）

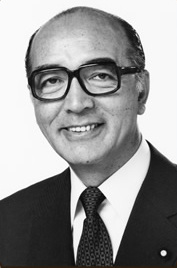
中島源太郎 / 2月7日没

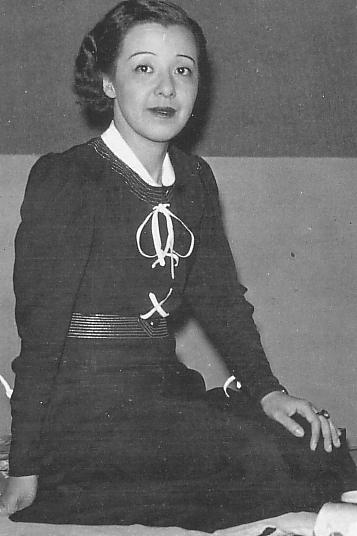
岡田嘉子 / 2月10日没

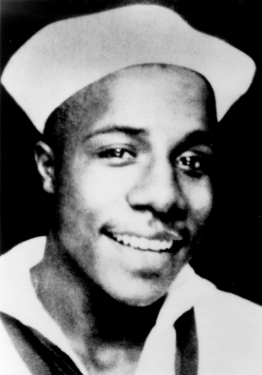
アレックス・ヘイリー / 2月10日没

- 2月3日 - 渡辺朗、元民社党衆議院議員（* 1925年）
- 2月5日 - 早川幸男、宇宙物理学者（* 1923年）
- 2月7日 - 中島源太郎、映画プロデューサー・政治家・元文部大臣（* 1929年）
- 2月7日 - 小川紳介、ドキュメンタリー映画監督（* 1935年）
- 2月7日 - バズ・ソイヤー、プロレスラー（* 1959年）
- 2月9日 - ジャック・キニー、映画監督（* 1909年）
- 2月10日 - 岡田嘉子、俳優（* 1902年）
- 2月10日 - アレックス・ヘイリー、ジャーナリスト・作家（* 1921年）

## （16日 - 29日）

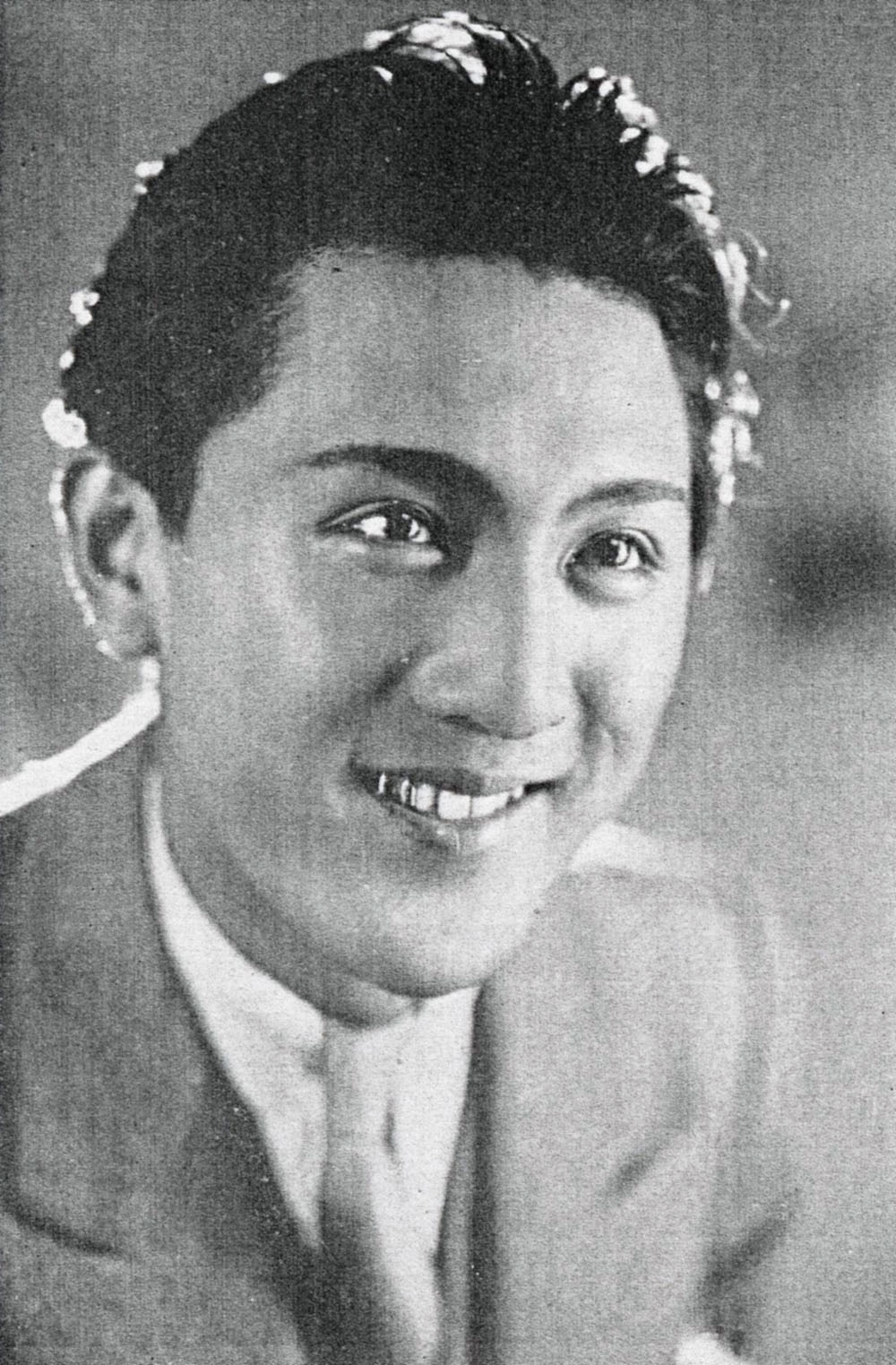
田中春男 / 2月21日没

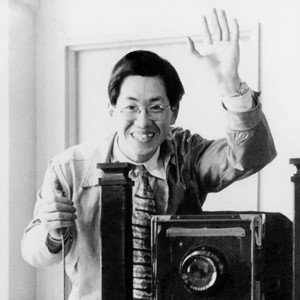
三木淳 / 2月22日没

- 2月16日 - 衛藤衛、宣教師、モンタナ・ジョーの父（* 1883年）
- 2月16日 - アンジェラ・カーター、小説家（* 1940年）
- 2月19日 - 大林辰蔵、宇宙物理学者（* 1926年）
- 2月21日 - 田中春男、俳優（* 1912年）
- 2月22日 - 三木淳、写真家（* 1919年）
- 2月29日 - カリンティ・フェレンツ、作家・ジャーナリスト・翻訳家（* 1921年）